# Дукачик
Дукачик (Lycaena) — рід денних метеликів родини синявцевих (Lycaenidae). Включає близько 60 видів.

## Поширення
Рід поширений, переважно, у Голарктиці, за винятком п'яти видів, знайдених у Новій Зеландії, двох у Південній Африці, одного в Новій Гвінеї та одного на Яві.

## Опис
Lycaena — група невеликих або середніх (розмах крил 20-45 міліметрів) синявців із червоним і помаранчевими кольорами на верхній стороні крил. Самці зазвичай блискучі червоно-помаранчеві, часто з чорним зовнішнім краєм, нерідко з фіолетовим блиском, тоді як самиці зазвичай тьмяніші та мають коричневі плями. Нижня сторона крил, як правило, сіра або сіро-коричнева, з плямами, кільцями та полями, і досить схожа в обох статей. Більшість видів мають невеликий «хвіст», приблизно один міліметр завдовжки на задній частині заднього крила.

## Види
- підрід Lycaena (Палеарктика і Неарктика)
  - Lycaena phlaeas (Linnaeus, 1761)
  - Lycaena kiyokoae Sakai, 1978
  - Lycaena sichuanica Bozano & Weidenhoffer, 2001
  - Lycaena cupreus (Edwards, 1870)
  - Lycaena helle (Denis & Schiffermüller, 1775)

- підрід Thersamonia (Палеарктика)
  - Lycaena thersamon (Esper, 1784)
  - Lycaena kurdistanica Riley, 1921
  - Lycaena alaica (Grum-Grshimailo, 1888)
  - Lycaena phoebus (Blachier, 1905)
  - Lycaena lampon (Lederer, [1870])
  - Lycaena lamponides (Staudinger, 1901)
  - Lycaena aditya (Moore, [1875])
  - Lycaena solskyi Erschoff, 1874
  - Lycaena alpherakii (Grum-Grshimailo, 1888)
  - Lycaena asabinus (Gerhard, 1850)
  - Lycaena ochimus (Herrich-Schäffer, [1851])
  - Lycaena thetis Klug, 1834
  - Lycaena hyrcana (Neuburger, 1903)

- підрід Thersamolycaena (Палеарктика)
  - Lycaena dispar (Haworth, 1802)
  - Lycaena alciphron (Rottenburg, 1775)
  - Lycaena pavana (Kollar, [1844])
  - Lycaena violaceus (Staudinger, 1892)
  - Lycaena dabrerai Bálint, 1996
  - Lycaena splendens (Staudinger, 1881)
  - Lycaena kasyapa (Moore, 1865)
  - Lycaena aeolus Wyatt, 1961
  - Lycaena standfussi (Grum-Grshimailo, 1891)
  - Lycaena adbayar (Churkin, 2004)
  - Lycaena otbayar (Churkin, 2004)

- підрід Heodes (Палеарктика)
  - Lycaena virgaureae (Linnaeus, 1758)
  - Lycaena tityrus (Poda, 1761)
  - Lycaena bleusei (Oberthür, 1884)
  - Lycaena ottomanus (Lefèbvre, 1830)
  - Lycaena hippothoe (Linnaeus, 1761)
  - Lycaena candens (Herrich-Schäffer, [1844])

- підрід Phoenicurusia (Азія)
  - Lycaena margelanica Staudinger, 1881
  - Lycaena euphratica Eckweiler, 1989

- підрід Hyrcanana (Азія)
  - Lycaena caspius (Lederer, 1869)
  - Lycaena evansii (de Nicéville, 1902)
  - Lycaena transiens (Staudinger, 1886)
  - Lycaena ophion Hemming, 1933
  - Lycaena sartha (Staudinger, 1886)
  - Lycaena pamira (Nekrutenko, 1983)
  - Lycaena sultan (Lang, 1884)

- підрід indéterminé (Азія)
  - Lycaena svenhedini (Nordström, 1935)
  - Lycaena irmae Bailey, 1932
  - Lycaena li (Oberthür, 1886)
  - Lycaena ouang (Oberthür, 1891)
  - Lycaena pang (Oberthür, 1886)
  - Lycaena tseng (Oberthür, 1886)
  - Lycaena susanus (Swinhoe, 1889)
  - Lycaena zariaspa (Moore, 1874)
  - Lycaena panava (Westwood, 1852)

- підрід Tharsalea (Неарктика)
  - Lycaena arota (Boisduval, 1852)

- підрід Chalceria (Неарктика)
  - Lycaena dione (Scudder, 1868)
  - Lycaena editha (Mead, 1878)
  - Lycaena xanthoides (Boisduval, 1852)
  - Lycaena gorgon (Boisduval, 1852)
  - Lycaena rubidus (Behr, 1866)
  - Lycaena heteronea Boisduval, 1852

- підрід Epidemia (Неарктика)
  - Lycaena hyllus (Cramer, [1775])
  - Lycaena epixanthe  (Boisduval & Le Conte, [1835])
  - Lycaena dorcas Kirby, 1837
  - Lycaena dospassosi McDunnough, 1940
  - Lycaena helloides (Boisduval, 1852)
  - Lycaena nivalis (Boisduval, 1869)
  - Lycaena mariposa (Reakirt, 1866)

- підрід Hermelycaena (Неарктика)
  - Lycaena hermes (Edwards, 1870)

- підрід indéterminé (ПАР)
  - Lycaena orus (Stoll, [1780])
  - Lycaena clarki Dickson, 1971

- підрід Antipodolycaena (Нова Зеландія)
  - Lycaena boldenarum White, 1862
  - Lycaena tama (Fereday, 1878)
  - Lycaena rauparaha (Fereday, 1877)
  - Lycaena salustius (Fabricius, 1793)
  - Lycaena feredayi (Bates, 1867)